# 尤寧查普爾鎮區 (密蘇里州克里斯蒂安縣)
尤寧查普爾鎮區（英語：Union Chapel Township）是位於美國密蘇里州克里斯蒂安縣的一個行政鎮區。

## 地方資料
尤寧查普爾鎮區的面積為51.85平方千米，當中陸地面積為51.43平方千米，而水域面積為0.41平方千米。根據2020年美國人口普查的數據，當地共有人口8984人，而人口密度為每平方千米173.27人。